# Zipacná de León
Sergio Zipacná de León Rodríguez (Ciudad de Guatemala, 25 de julio de 1948 - Ibídem, 21 de enero de 2002) fue un pintor, dibujante, grabador promotor cultural y ceramista guatemalteco.

## Trayectoria
Nació en Ciudad de Guatemala el 25 de julio de 1948 y murió, en esa misma ciudad, el 21 de enero de 2002. Hijo del escultor Adalberto de León Soto y de la artista plástica y activista Fantina Rodríguez Padilla, Zipacná nació en el seno de una familia de larga tradición artística, entre los que se cuenta su hermano Iván de León Rodríguez y su tío Jacobo Rodríguez Padilla. Fue una figura muy importante e influyente en el ámbito cultural de ese país no sólo como pintor y ceramista, sino también como personalidad, investigador y mecenas. 
Habiendo iniciado sus estudios primarios en París, concluyó sus estudios académicos en Guatemala. Aunque autodidacta en pintura, también realizó estudios formales. Se especializó en grabado con Lola Cueto y Carlos Jurado en México (1968-1971), y con Carlos Colombino en la Universidad de Costa Rica (1978). Estudió Arte moderno y Museografía en el Centro Georges Pompidou (París, Francia) en 1979.
Zipacná tuvo una destacada participación en las actividades de la Casa de la Estampa Max Vollemberg y del grupo Trinovación. Cofundador de varias instituciones culturales, resalta su labor como coordinador del Programa Permanente de Arte Paiz (1978-1989) y la puesta en marcha de las Escuelas Regionales de Arte (1989) (Ministerio de Cultura y Deportes) y así como del Museo de Bellas Artes de Occidente Adalberto de León Soto.Por otra parte, además fue catedrático de la Escuela Nacional de Artes Plásticas "Rafael Rodríguez Padilla" (1977-1996). En septiembre del 2000, le fue conferido el título de Ciudadano Distinguido de Quetzaltenango.
En su haber tiene más de cuarenta exposiciones personales y múltiples colectivas dentro y fuera de Guatemala. Entre sus publicaciones se cuentan estudios sobre plástica guatemalteca y presentaciones de artistas nacionales y extranjeros.
Incansable viajero, también investigó el arte y la cultura alrededor del mundo en múltiples viajes de estudios (Egipto, Taiwán, Grecia, Suiza, Costa Rica, etcétera), lo cual enriqueció continuamente su visión del arte y la función de éste en la sociedad moderna.
Falleció el 21 de enero de 2002 en Ciudad de Guatemala. El artista Erwin Guillermo fue designado heredero de su obra artística.

## Obras
- Retrato de mi amigo hace un tiempo. Acrílico sobre tela. 1979.
- Pueblecito. Acrílico sobre tela. Año 1984. Colección Fundación Paz.
- Canto Eslavo. Acrílico sobre tela. Año 1984. Colección privada.
- Perfiles. Acuarela sobre tela. Año 2001. Colección privada.
- La Esfinge. Acrílico sobre tela. Año 1998. Colección privada. *ESTUDIOS VARIOS: Paisaje rural. Acrílico sobre tela. Año 1984. Colección Fundación Paz.
- Elementos vegetales. Acrílico sobre madera. Año 1993. Colección privada.

## Biografía
- Móbil, José Antonio (2002). Historia del Arte Guatemalteco. Guatemala. Editorial Serviprensa Centroamericana. ISBN 978-99922-917-8-8
- Haeussler Yela, Carlos (1983). Diccionario General de Guatemala. Guatemala. Sin editorial.
- Díaz Castillo, Roberto (2010). Artes Plásticas en Guatemala: un soliloquio. Guatemala. Editorial Serviprensa Centroamericana. ISBN 978-9929-554-45-0